# Sara Di Vaira
Sara Di Vaira (Cecina, 19 settembre 1979) è un personaggio televisivo e ballerina italiana, nota per la partecipazione, dal 2009, come ballerina professionista al talent-show di Rai 1 Ballando con le stelle.

## Biografia
Inizia a ballare all'età di 5 anni, avendo a modello Lorella Cuccarini e Heather Parisi. Nelle danze standard si è classificata al primo posto negli Slovenia Open e negli Spanish Open.
Dal 2006 si è aggiudicata per tre anni di seguito il titolo di campionessa regionale e si è classificata al secondo posto nel Campionato Italiano 10 balli 2006 (vinto dal pluricampione italiano Domenico Cannizzaro); ha raggiunto il terzo posto nel Campionato Europeo 10 balli 2006 e nel Campionato del Mondo 2006.
Nel 2009 si è classificata seconda alla Coppa del Mondo e terza nel campionato italiano.
Nel 2020, è inviata speciale del programma C'è tempo per... (condotto da Beppe Convertini ed Anna Falchi), per introdurre la quindicesima edizione di Ballando con le stelle.
Nel 2022 fa parte del cast di Ballando con le stelle come commentatrice con il ruolo di "tribuno".
È anche produttrice di vini. Nell'azienda di famiglia a Bolgheri si occupa della produzione di cinque tipologie di vini, tra cui Bolgheri DOC e Bolgheri Vermentino DOC.

## Ballando con le stelle
- Quinta edizione: eliminata in semifinale (in coppia con l'attore Maurizio Aiello)
- Sesta edizione: seconda classificata (in coppia con l'attore Ronn Moss)
- Ottava edizione: seconda classificata (in coppia con lo sportivo Marco Delvecchio)
- Nona edizione: eliminata in semifinale (in coppia con il pallavolista Luigi Mastrangelo)
- Decima edizione: seconda classificata (in coppia con il velocista Andrew Howe)
- Dodicesima edizione: eliminata in semifinale (in coppia con l'ex rugbista Martín Castrogiovanni)
- Tredicesima edizione: eliminata in semifinale (in coppia con l'attore Massimiliano Morra)
- Quattordicesima edizione: vincitrice (in coppia con il sottotenente della marina norvegese Lasse Matberg)
- Quindicesima edizione: quarta classificata (in coppia con il conduttore Costantino della Gherardesca)
- Sedicesima edizione: eliminata alla seconda puntata (in coppia con il fisico Valerio Rossi Albertini)

## Televisione
- C'è tempo per... (Rai 1, 2020) - inviata
- Il cantante mascherato (Rai 1, 2021) - team investigativo